# Stephan Engels
Stephan Engels (Niederkassel, el 6 de setembre de 1960) és un ex jugador de futbol alemany i entrenador. En l'actualitat s'exerceix com a coordinador del futbol base al 1. FC Köln.